# Thomas Seward
Thomas Seward (1708 – 4 mars 1790) est un pasteur anglican anglais, auteur et éditeur qui fait partie du cercle intellectuel de Lichfield qui comprend Samuel Johnson, Erasmus Darwin et sa propre fille Anna Seward, entre autres.

## Biographie
Thomas Seward est le fils de John Seward de Badsey, Worcestershire. Il épouse Elizabeth, fille du révérend John Hunter, directeur du lycée de Lichfield, et est le père de l'auteure Anna Seward.
Il est admis comme boursier de la fondation de l'école de Westminster en 1723. Il est élu par l'école aux bourses de Christ Church, Oxford et Trinity College, Cambridge en 1727 ; mais après son rejet par les deux universités, il va au St John's College de Cambridge, où il obtient son baccalauréat en 1730 et sa maîtrise en 1734 >.
Seward devient tuteur itinérant de Charles FitzRoy, troisième fils de Charles FitzRoy, 2e duc de Grafton, décédé lors d'une tournée en Italie en 1739. Le duc promet un soutien à Seward : il devient recteur d'Eyam dans le Derbyshire et de Kingsley dans le Staffordshire. Il obtient également la prébende de Bubbenhall dans la cathédrale de Lichfield, bien que la date de son admission n'apparaisse pas, et le 30 avril 1755, il passe à la prébende de Pipa Parva dans la même église. Il est installé dans la prébende de Lyme et Halstock dans la cathédrale de Salisbury le 5 juin 1755.
Seward réside à Lichfield à partir de 1749, emménageant au palais épiscopal en 1754, et connait Samuel Johnson, qu'il a l'habitude de recevoir lors de ses visites à Lichfield. James Boswell le décrit comme un grand valétudinaire. Seward meurt au palais épiscopal de Lichfield le 4 mars 1790.

## Travaux
Ses idées progressistes sur l'éducation des femmes, dans The Female Right to Literature (1748), facilitent la carrière de sa fille, même s'il le regrette plus tard. The Female Right to Literature et quatre autres poèmes de Seward sont imprimés dans Collection of Poems de Robert Dodsley. Seward édite également, avec Thomas Sympson, les Œuvres de Beaumont et Fletcher, et rédige la préface en 1750.

## Publications
- Thomas Seward, The female right to literature, in a letter to a young lady from Florence', Printed for J. Dodsley, 1748 (lire en ligne), in Dodsley (1765), Volume 2, pp. 309–315
- The Conformity between Popery and Paganism, London, 1746.
- A sermon, preached at Lichfield in 1756, entitled The late dreadful Earthquakes no proof of God's particular Wrath against the Portuguese.

## Héritage
Anna Seward fait ériger un monument à ses parents dans la cathédrale de Lichfield. Le monument est exécuté par John Bacon et les vers qui font partie de l'épitaphe sont composés par Walter Scott. En 1779, il est dépeint comme le chanoine dans le roman Columelle de Richard Graves.